# Manuherikia River
Der Manuherikia River ist ein Fluss in der Region Otago auf der Südinsel von Neuseeland. 

## Geographie
Der Manuherikia River hat seinen Ursprung in dem Zusammenfluss der beiden Flüsse Manuherikia River West Branch und Manuherikia River East Branch zwischen den St Bathans Range im Westen und den Hawkdun Range im Osten. Die beiden Quellflüsse haben ihren Ursprung in den weiter nördlich gelegenen Bergen des Oteake Conservation Park. Der Manuherikia River hingegen fließt zunächst südwärts und dient als Wasserlieferant für den rund 13 Flusskilometer südlich gelegenen Stausee Falls Dam. Der See besitzt eine Länge von rund 2,3 km und von seinem Überlauf bzw. Durchlass setzt der Manuherikia River östlich der Dunstan Mountains seinen Fluss in südwestlich Richtung fort. Nach insgesamt 85 km mündet der Fluss schließlich bei Alexandra in den Clutha River/Mata-Au.
In den unteren zwei Dritteln des Manuherikia River wird der Fluss bis Alexandra vom New Zealand State Highway 85 begleitet und das letzte Drittel von Lauder über Omakau und Galloway bis Alexandra vom Otago Central Rail Trail, einer Wander- und mit Fahrrädern zu befahrende ehemaligen Bahnstrecke.

## Geschichte

### Shaky Bridge
Die Hängebrücke Shaky Bridge in Alexandra, heute eine Fußgängerbrücke, wurde 1879 eingeweiht, um die bei Hochwasser riskante Überquerung des Flusses mit Pferd und Wagen auf einem Kahn zu vermeiden. Die Brücke kostete 974 £. Später wurde sie für den symbolischen Preis von 1 £ an zwei Siedler verkauft. Die Brücke verfiel danach zusehends. Da man die Verbindung benötigte, wurden 1.800 $ für eine Reparatur aufgebracht. Bei den Instandsetzungsarbeiten wurde die Brücke verschmälert und nur noch für Fußgänger vorgesehen. Eine weitere Hängebrücke, die Daniel O’Connell Bridge, befindet sich bei Ophir.

### Goldrausch
In den 1860er Jahren war die Gegend um den Manuherikia River eines der Zentren des Goldrausches in Otago.

## Sehenswürdigkeiten
Am Manuherikia River befindet sich eine der größten Fossillagerstätten Neuseelands, die St. Bathans Fauna.